# Robert Aldrich
Robert Aldrich (ur. 9 sierpnia 1918 w Cranston, zm. 5 grudnia 1983 w Los Angeles) – amerykański reżyser, scenarzysta i producent filmowy, który przeszedł do historii kina takimi filmami jak: Ostatnia walka Apacza (1954), Vera Cruz (1954), Ostatni zachód słońca (1961), Co się zdarzyło Baby Jane? (1962) i Parszywa dwunastka (1967).

## Życiorys
Urodził się w Cranston (Rhode Island), jako syn Edwarda Burgessa Aldricha, czołowego wydawcy gazet i republikańskiego polityka z Rhode Island oraz Lory Lawson. Jego dziadkiem był Nelson Wilmarth Aldrich, milioner i wpływowy Amerykanin, senator. Jego ciotka Abby Greene Aldrich (Abby Aldrich Rockefeller) wyszła za Johna D. Rockefellera Jr. i była matką ich sześciorga dzieci. Był krewnym rodziny Rockefellerów. Aldrich uczęszczał do macierzystej uczelni ojca, Moses Brown School w Providence, gdzie wyróżniał się uprawiając piłkę nożną i lekkoatletykę oraz został wybrany przewodniczącym ostatniej klasy. Później podjął studia ekonomiczne na University of Virginia, który opuścił po 4 latach, bez uzyskania dyplomu w 1941 r. Mimo że jego ojciec był znany z działalności wydawniczej i politycznej oraz angażował się w przedsięwzięcia bankowe i inwestycyjne Aldrich-Rockefeller, Aldrich zwrócił się do swojego wuja Winthropa Aldricha, który miał zainteresowania i znajomości filmowe w Hollywood, prosząc go o wprowadzenie do showbiznesu.
Był wnukiem senatora Nelsona W. Aldricha. Od 1941 r. pracował w wytwórni RKO Pictures. Zaczynał jako asystent takich reżyserów jak: Jean Renoir, William A. Wellman, Lewis Milestone, Joseph Losey czy Charles Chaplin. Jako samodzielny reżyser debiutował przy realizacji seriali telewizyjnych na początku lat 50. Swój pierwszy film, Big Leaguer, wyreżyserował w 1953 r.
Był dwukrotnie żonaty. Z pierwszego małżeństwa miał czworo dzieci. Został pochowany na cmentarzu Forest Lawn Memorial Park (Hollywood Hills).

## Nagrody
Zdobywca Srebrnego Lwa na 16. MFF w Wenecji za film Wielki nóż (1955) oraz Nagrody Pasinettiego na 17. MFF w Wenecji za film Atak (1956). Laureat Srebrnego Niedźwiedzia dla najlepszego reżysera na 6. MFF w Berlinie za film Jesienne liście (1956).

## Wybrana filmografia

### Reżyser
- Ostatnia walka Apacza (1954)
- Vera Cruz (1954)
- Śmiertelny pocałunek (1955)
- Wielki nóż (1955)
- Jesienne liście (1956)
- Atak (1956)
- Gniewne wzgórza (1959)
- Ostatni zachód słońca (1961)
- Co się zdarzyło Baby Jane? (1962)
- Ostatnie dni Sodomy i Gomory (1962)
- Czworo z Teksasu (1963)
- Nie płacz, Charlotto (1964)
- Start Feniksa (1965)
- Parszywa dwunastka (1967)
- Spóźniony bohater (1970)
- Ucieczka Ulzany (1972)
- Władca północy (1973)
- Najdłuższy jard (1974)
- Pigalak (1975)
- Ostatni promień blasku (1977)
- Frisco Kid (1979)
- Damy na ringu (1981)